# Чернушка эпифрон
Чернушка эпифрон (Erebia epiphron) — дневная бабочка из семейства сатирид, вид рода Erebia.

## Систематика
Для многих популяций данного горного вида рядом авторов были выделены отдельные подвиды. Однако, сильно выраженная индивидуальная изменчивость окраски бабочек затрудняет установление четких отличий между подвидами и вопрос выделения подвидов остается дискуссионным. С территории Восточной Европы описаны два близких между собой подвида: Erebia epiphron transsilvanica Rebel, 1908 и Erebia epiphron retyezatensis Warren, 1931.

### Подвиды
- Erebia epiphron epiphron
- Erebia epiphron aetheria Esper, 1805
- Erebia epiphron mackeri Fuchs, 1914 (синоним Erebia epiphron vögesiaca Goltz, 1914)
- Erebia epiphron mnemon Haworth, 1812 (синоним Erebia epiphron scotica Cooke, 1943;)
- Erebia epiphron orientpyreanica Eisner, 1946 (синоним Erebia epiphron fauveani)
- Erebia epiphron pyreanica Herrich-Schläffer, 1851
- Erebia epiphron silasiana Meyer-Dür, 1852
- Erebia epiphron transylvanica Rebel, 1908
- Erebia epiphron retyezatensis Warren 1931
- Erebia epiphron roosi
- Erebia epiphron orientalis или Erebia orientalis Болгария
- Erebia epiphron nelamus

## Описание
Длина переднего крыла бабочек — 16—19 мм. Верхняя сторона крыльев бархатисто-коричневая. На каждом крыле расположено оранжевое пятно маленькими черными точками, количество которых изменчиво. Нижняя сторона крыльев варьирует от светлого до темно-коричневого цвета. Обычно на нижней стороне передних крыльев находится крупная область оранжевого цвета.

## Ареал
Горы Западной, Центральной и Южной Европы (Великобритания, Испания, Франция, Швейцария, Италия, Чехия, Польша, Словакия, Хорватия, Словения, Сербия, Босния и Герцеговина, Албания).
В Восточной Европе локально встречается на главном хребте и в отрогах Карпат — в Татрах и Судетах в Польше и Словакии и в ряде мест Восточных и Южных Карпат в Румынии.
Приводился для Украинского Закарпатья — долина Гарманеска (подножие горы Петрос, Раховский р-н, Закарпатская обл., около 1500 м.). Эти данные требуют подтверждения, так как возможна ошибка в определении вида.

## Биология
Населяет альпийские и субальпийские луга на высотах 1500—2600 м, а также криволесье у верхней границы леса. За год развивается в одном поколении. Бабочки летают с конца июня по середину августа. Локальный, но местами обычный вид. Гусеницы развиваются с августа, зимуют и окукливаются в июне. Кормовые растения: Deschampsia cespitosa, Nardus stricta.